# کایرا فلانری
کایرا فلانری (انگلیسی: Keira Flannery؛ زادهٔ ۲۴ سپتامبر ۲۰۰۵) بازیکن فوتبال است که در پست هافبک برای باشگاه وستهام یونایتد در سوپر لیگ زنان انگلستان بازی می‌کند.
وی همچنین در تیم‌های ملی فوتبال زیر ۱۷ سال زنان انگلستان,  زیر ۱۸ سال زنان انگلستان، و  زیر ۱۹ سال زنان انگلستان بازی کرده است.